# François Régis de La Bourdonnaye

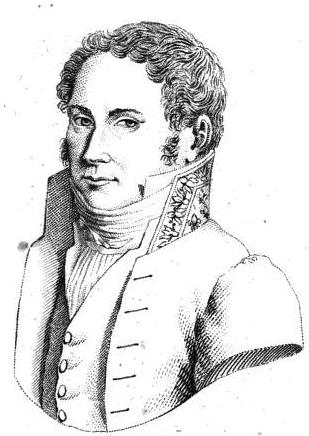
François Régis de La Bourdonnaye

François Régis de La Bourdonnaye, comte de La Bretèche (* 19. März 1767 in La Varenne, Département Maine-et-Loire; † 28. August 1839 auf Schloss Mésangeau bei Beaupréau, Département Maine-et-Loire) war ein französischer legitimistischer Staatsmann. Er war ein streng royalistisch gesinnter Anhänger der Bourbonen und entschiedener Gegner der Ideen der Französischen Revolution. Von 1815 bis 1829 fungierte er als Anführer der äußersten Rechten in der Deputiertenkammer und 1829 kurzzeitig als Innenminister im Kabinett von Jules de Polignac. Nach dem Regierungsantritt von König Louis-Philippe verlor er 1830 jeden politischen Einfluss.

## Leben

### Abstammung, frühes Leben und politischer Beginn unter Napoleon
François Régis de La Bourdonnaye entstammte einer bretonischen Adelsfamilie, deren einer Zweig bereits seit einem Jahrhundert im Anjou ansässig war. Er war ein Sohn von Joseph Avoye de la Bourdonnaye de Liré und Bonne Jeanne Tranchant du Tret. 1786 trat er als Offizier in das im Infanterieregiment Austrasie des königlichen Heers ein und diente dort bis zum Ausbruch der französischen Revolution, mit der er überhaupt nicht sympathisierte. Er schloss sich stattdessen den Chevaliers du poignard an, die ihre royalistische Gesinnung im Dienst Ludwigs XVI. zeigten. Am 28. Februar 1791 wurde er von der Nationalgarde in den Tulerien gefangen genommen und nach einigen Tagen in Haft zu seinem Regiment geschickt, das in Briançon stationiert war. Er emigrierte, nahm im Oktober 1791 Dienste im Heer des Prinzen Condé und verbrachte nach dessen Auflösung einige Monate in der Schweiz.
Danach kehrte La Bourdonnaye unter dem Direktorium nach Frankreich zurück, wo er sich nach einem kurzen Aufenthalt in Orléans unter dem Falschnamen Guibert am 9. September 1797 in Angers mit Émilie Vollaige de Vaugirault vermählte. Der Staatsstreich des 18. Fructidor V (4. September 1797) zwang ihn aber kaum 15 Tage nach seiner Heirat, erneut Exil in der Schweiz zu suchen, wo er bis Oktober 1802 blieb. Dann durfte er sich wieder nach Frankreich begeben und ließ sich im Schloss Mésangeau nieder, das in der Gemeinde Drain gelegen war.
La Bourdonnaye unterwarf sich Napoleon Bonaparte, wurde durch dessen Dekret am 3. September 1803 Mitglied des Generalrats des Département Maine-et-Loire und bald darauf Mitglied des Gemeinderats von Angers, dem er bis 1815 angehörte. Er unterstützte 1806 im Generalrat von Maine-et-Loire die Adresse an Bonaparte für die Erblichkeit der Krone. 1807 wurde er, wie von ihm gewünscht, als Kandidat zum Gesetzgebenden Körper vorgeschlagen, doch Napoleon verweigerte seine Ernennung. Bei Napoleons Rückkehr aus Spanien begrüßte ihn La Bourdonnaye im Namen des Départements, fand gnädige Aufnahme, erhielt aber die bald darauf nachgefragte Senatorie nicht.
Seit dem russischen Feldzug des Kaisers (1812) wandte sich der Graf erneut den Bourbonen zu und nahm an den Intrigen zu ihren Gunsten teil. Nachdem er bereits 1807 Sekretär des Generalsrats von Maine-et-Loire gewesen war, wurde er am 10. Mai 1813 dessen Präsident. In dieser Eigenschaft schwor er 1814 nach Napoleons Abdankung als Erster den Treueeid auf König Ludwig XVIII., den dann auch seine Kollegen ablegten. Sonst leistete er 1814 zwar keine Dienste, wurde aber während Napoleons erneuter Herrschaft der Hundert Tage proskribiert.

### Politische Karriere unter Ludwig XVIII.

#### Rolle in der Chambre introuvable
Nach der zweiten Restauration der Bourbonen und der damit verbundenen Rückkehr Ludwigs XVIII. an die Macht trat La Bourdonnaye am 22. August 1815 für das Département Maine-et-Loire als Deputierter in die sogenannte Chambre introuvable und wurde bald für fast 15 Jahre das Haupt der sogenannten Konteropposition auf der äußersten Rechten. Hier ragte er durch gnadenlose Erbitterung gegen die „Revolutionäre“ und fanatischen Royalismus hervor. Er und Jules de Polignac verweigerten den unbedingten Eid auf die Charte constitutionnelle.
Beim Entwurf des Amnestiegesetzes vom 11. November 1815 regte La Bourdonnaye die berüchtigten Kategorien an, nach denen er alle Teilnehmer an Napoleons Herrschaft der Hundert Tage zur strengen Bestrafung klassenweise vorschlug. Er forderte Blut, um die Rückkehr des Blutregiments zu verhindern, und wollte „den weißen Schrecken“ verbreiten. Gegen die „verbrecherischen Ränke der Rebellen“ verlangte er nach „Ketten, dem Henker und dem Tod“, da nach seiner Meinung nur der Tod ihre Gesinnungsgenossen abschrecken könne. Man nannte ihn daher im ganzen Land den „Mann der Kategorien“ oder den „weißen Jakobiner“.
Nach La Bourdonnayes strengem Vorschlag sollten von der Amnestie jene hohen Staatsdiener ausgeschlossen werden, die während der Hundert Tage Napoleons die Regierung gebildet hatten, die kommandierenden Generäle und Präfekten, die zu ihm übergetreten waren, sowie diejenigen Personen, die von  ihm Ämter angenommen oder in seinen Parlamentskammern gesessen hatten. Sie sollten getötet oder deportiert und ihre Güter konfisziert werden. Auch forderte La Bourdonnaye die Verbannung der ehemaligen Konventsmitglieder, die für den Tod Ludwigs XVI. gestimmt hatten, und nannte sie tugendlose Leute, die stets gefährlich seien. Der Herzog von Richelieu orientierte sich an La Bourdonnayes Empfehlungen für das Amnestiegesetz, entschärfte sie aber in seinem am 8. Dezember 1815 eingebrachten Gesetzesantrag, der angenommen wurde.
Wiederholt sprach La Bourdonnaye auch bei Anlass des Wahlgesetzes und empfahl eine siebenjährige Wahlperiode sowie drei Wahlgrade. Als erbitterter Gegner von Élie Decazes beantragte er eine Untersuchung, ob die Abgaben auf die Spiele, die Droschken und die Journale vom Polizeiminister erhoben werden dürften.

#### Weitere politische Betätigung als führender Ultraroyalist
Nach der am 5. September 1816 erfolgten Auflösung der Chambre introuvable wurde La Bourdonnaye am folgenden 4. Oktober für Maine-et-Loire als Deputierter wiedergewählt und fungierte erneut als Haupt der äußersten Rechten. Die Ultraroyalisten hatten aber in der Kammer ihre frühere Mehrheit verloren. Da das Kabinett, in dem Decazes eine führende Rolle spielte, seine Kandidatur bekämpft hatte, betrieb La Bourdonnaye gegen die Regierungspolitik heftige Opposition. Als Mitglied der Petitionskommissionen trat er für den Redakteur des Fidèle ami du roi energisch ein. Er bekämpfte den Vorschlag des Kabinetts für ein neues Wahlgesetz, weil er den Ministern als „einem regierenden Direktorium“ zu viel Macht verleihe; auch bestritt er, dass die vorgesehenen nur etwa 100.000 Wahlberechtigten die ganze Nation repräsentierten.
Am 14. Januar 1817 sprach La Bourdonnaye gegen das Gesetz über persönliche Freiheit und wetterte ständig gegen Decazes, der als Polizeiminister eine zu große Machtfülle besäße. Auch forderte er strengste Sparsamkeit für das Staatsbudget und griff das Zensurgesetz für Journale an. Am 16. Januar 1818  bekämpfte er das Rekrutierungsgesetz als bedenkliche Stärkung der Regierungsgewalt auf Kosten der öffentlichen Meinung und der Kammern. Er tadelte das Avancement von Offizieren nach dem Anciennitätsprinzip, was die Rechte des Königs beschneide (der nur noch ein Drittel der Chargen frei nach seinen Wünschen besetzen konnte), und die Errichtung von Veteranenlegionen, die ihm eine zur Verfügung der Legislative stehende Parlamentsarmee zu bilden schienen. Ferner forderte La Bourdonnaye ein Gesetz über Ministerverantwortlichkeit, Abschaffung der Stempelgebühr für Broschüren und nicht täglich erscheinende Zeitungen und redete im Sinn der Pressefreiheit. Als aber Charles Nicolas Fabvier seine Broschüre Lyon en 1817 im Jahr 1818 publizierte, tadelte er, dass Fabvier nicht dafür gerichtlich verfolgt würde, und wurde darum von der liberalen Zeitung Minerva als „Ajax der Rechten“ bezeichnet.
La Bourdonnaye beantragte die Aufhebung des Polizeiministeriums, sprach zugunsten von François Barthélemys Antrag, das Wahlgesetz zu modifizieren, griff das Ministerium 1819 wegen eines Pairsschubs an, widersetzte sich am 24. März desselben Jahres der Kreierung von Großbüchern der öffentlichen Schuld für die Provinzen, am 17. Mai der Petition zugunsten der Verbannten und am 2. Juni wiederum dem Rekrutierungsgesetz. Er bekämpfte leidenschaftliche die Zulassung des Abbé Grégoire in die Deputiertenkammer, da dieser als „Königsmörder“ unwürdig sei, und nannte am 24. Dezember 1819 das Ministerium wegen seiner schwankenden Politik „isoliert inmitten Frankreich“.
Die Ermordung des Herzogs von Berry bot den erwünschten Anlass zum Sturz von Decazes. La Bourdonnaye schlug der Kammer am 14. Februar 1820 die an Ludwig XVIII. zu erlassende Beileidsbekundung vor und freute sich über die Entlassung des ihm verhassten Ministers, zu welcher Maßnahme er wesentlich beigetragen hatte. Er unterstützte den Plan, das Gesetz über persönliche Freiheit zu suspendieren, stritt am 31. März für die Wiedereinführung der Zensur und beschuldigte die liberalen Schriftsteller, sie wollten Legitimität und Religion umstürzen, während sie Gleichheit und Volkssouveränität predigten. Doch forderte er, dass das Zensurgesetz nur zeitweilig in Kraft sein sollte. Royer-Collard unterstützte ihn dabei, aber seine Meinung drang nicht durch. Am 15. Mai befürwortete der Graf das neue Wahlgesetz und bot alle Kräfte auf, um das ihm verhasste vom 5. Februar 1817 zu Fall zu bringen.
Am 13. November 1820 in Maine-et-Loire und Indre-et-Loire in die Kammer gewählt, nahm La Bourdonnaye für ersteres Département an. 1821 forderte er, dass General Lavaux und Benjamin Constant wegen von ihnen getätigten Äußerungen zur Ordnung gerufen würden. Als er am gleichen Tag erklärte, Frankreich wolle keine Deputierten der Linken mehr, unterblieb der gegen ihn von de Corcelles und Alexandre de Lameth beantragte Ordnungsruf. Am 7. Juli 1821 wandte er sich gegen die vom Ministerium geforderte Verlängerung der Pressezensur und am 12. Juli gegen die Abschaffung der Salzsteuer. Ebenso wie die Linken attackierten er und andere Ultras schonungslos den Präsidenten des Ministerrats, Richelieu, der schließlich im Dezember 1821 zurücktrat.
Auch dem neuen, von Jean-Baptiste de Villèle geführten Kabinett begegnete La Bourdonnaye anfangs mit Abneigung, obwohl Villèle den Ultraroyalisten angehörte. Zwar erlangte La Bourdonnaye im Juni 1822 für die Präsidentschaft der Deputiertenkammer die meisten Stimmen; dennoch wählte Ludwig XVIII. Auguste Ravez, der 16 Stimmen weniger bekommen hatte, statt seiner zum Kammerpräsidenten. So musste sich La Bourdonnaye mit dem Posten des Vizepräsidenten begnügen. Er brach mit seinem Freund François-René de Chateaubriand, als dieser am 28. Dezember 1822 Außenminister wurde.
1823 trat La Bourdonnaye eifrig für die französische Intervention in Spanien ein und griff das Ministerium heftig an, das in Unterhandlungen mit Rebellen getreten sei. Er votierte im Februar 1823 für die außerordentlichen Mittel für den Krieg und trotz seines geringen Vertrauens zum Ministerium sprach er sich für die Anleihe aus. Er wollte Jacques-Antoine Manuel aus der Kammer ausgestoßen sehen, weil dieser sich Anspielungen auf die Hinrichtungen Karls I. Stuart und Ludwigs XVI. anlässlich der Debatten über die Intervention in Spanien erlaubt hatte, kam in die hierüber tagende Kommission und erstattete am 1. März, umtobt von den wütenden Linken, ihren Bericht. In der Folge wurde Manuel aus der Kammer ausgeschlossen. Bei der Budgetdiskussion nannte La Bourdonnaye das vorgelegte Budget ein erdichtetes, einen Finanzroman; er griff Villèle als zu schwach gegen die Feinde der Legitimität und zu unentschieden in der spanischen Frage an, bekämpfte die geheimen Ausgaben der Polizei und forderte, ein Teil des Kredits von 2,2 Millionen Francs müsse der Untersuchung der Deputiertenkammer unterliegen.
1823 gedachten die Ultraroyalisten, La Bourdonnaye in ein Kabinett unter Baron Vitrolles zu bringen. La Bourdonnaye war zur Annahme geneigt, aber Villèle durchkreuzte ihre Pläne und La Bourdonnayes Wut auf ihn stieg. Am 6. März 1824 wurde er erneut als Deputierter wiedergewählt. Bei der Beratung des Gesetzes über die Konvertierung der Rente am 24. April 1824 sprach er gegen Villèles Vorschlag und griff diejenigen an, welche behaupteten, die bisher zum Ankauf der Rente und zum Agiotage-Spiel verwendeten Fonds würden infolge des neuen Gesetzes dem Handel und Ackerbau zuströmen; seine eigenen Gesetzesvorschläge fielen durch. Am 28. Mai sprach er abermals gegen einen neuen Rekrutierungsgesetzentwurf und die Erhöhung der Dienstzeit auf acht Jahre und beantragte zwei Amendements: Befreiung der einzigen und der ältesten Familiensöhne vom Militärdienst und Abschaffung des Rechts auf Avancement. Am 5. Juni 1824 sprach er sich gegen das Wahlgesetz mit siebenjähriger Legislaturperiode aus.
Bei der Beratung des Budgets für 1825, speziell bei der Erwähnung der geheimen Fonds, griff La Bourdonnaye Villèle schonungslos an. Er warf ihm am 12. Juli 1824 das Bestehen einer Kasse für die Wahlen vor, die er die Saturnalien der Repräsentativregierung genannt habe; er zeigte der Kammer, welchen Verfolgungen die den Ministern feindlichen Journale preisgegeben seien, und bezifferte bis auf mehr als 2 Millionen Francs die zum Kauf oder der Errichtung einiger periodischer Blätter aufgewandten Summen. Er suchte auch die Minister zu Tyrannen und zu Mördern der öffentlichen Meinung zu stempeln. Mit seiner leidenschaftlichen Erbitterung kontrastierte merkwürdig die Ruhe und Kälte seiner Persönlichkeit, weshalb Decazes ihn einen „Tiger voll Kälte“ nannte.

### Politische Karriere unter Karl X.

#### Oppositionspolitiker
Das Entschädigungsgesetz für die Emigranten von 1825 erschien La Bourdonnaye kleinlich, denn er räsonierte so: entweder waren die Nationalversammlungen der Revolution ungesetzlich, dann sind ihre gesamten Akte nichtig, oder gesetzlich, dann haben die Emigranten keinen Anspruch auf Entschädigung. Wenn die Charte die Nationalgüter-Verkäufe garantierte, so ist dies nur eine politische Maßregel, die den Erwerbern den Wert ihrer erkauften Güter verbürgt, ihnen jedoch kein Eigentumsrecht überträgt. Er bekämpfte darum energisch den Entwurf der Minister, der den Emigranten zu wenig und zu viel biete und aus lauter Täuschungen bestehe, deren einziger Zweck sei, in Villèles Hand ohne Verantwortung das ganze öffentliche und private Vermögen zu legen, und verlangte eine neue Gesetzesprüfung.
Als sich die Deputiertenkammer im Februar 1826 mit dem Fall einer möglichen, von den Ministern gewünschten Anklage des Journal de Commerce befasste, in dem laut Charles-Marie d’Irumberry de Salaberry einige Abgeordnete beleidigt worden seien, ging es darum, ob eine einfache Mehrheit für die Entscheidungsfindung ausreiche. Simonneau und Chifflet bejahten diese Sichtweise, weil ansonsten eine Minderheit ein Vorhaben der Kammermajorität verhindern könne. Bei dieser Gelegenheit trat La Bourdonnaye für Pressefreiheit ein und lehnte entschieden die auf eine Beschneidung der Oppositionsrechte hinauslaufende Ansicht von Simonneau und Chifflet ab. Die parlamentarische Regierungsform brauche eine kräftige Opposition; ohne diese wäre sie nur organisierte Tyrannei.
Am 14. Februar 1827 verwarf La Bourdonnaye das von der Regierung geplante, eine strenge Zensur vorsehende Pressegesetz, das ironischerweise „Gesetz der Gerechtigkeit und Liebe“ genannt wurde. Er behauptete, Frankreich könne nur im engen Bündnis von Charte und Legitimität sein Heil finden, es fordere darum die Charte ganz und voll (die er selbst 1823 angegriffen hatte), ohne Pressefreiheit könne aber keine repräsentative Regierung bestehen.
Nach der Auflösung der Kammer wurde der La Bourdonnaye am 24. November 1827 in Angers zum fünften Mal als  Deputierter wiedergewählt. Als Villèle am 3. Januar 1828 zurücktrat und nun ein von Martignac geführtes Kabinett die Regierung übernahm, beteiligte sich La Bourdonnaye lebhaft an den Beratungen über dessen Zusammensetzung und hoffte Finanzminister zu werden. Als aber die Kunde hiervon an die Börse drang, sanken sofort die Kurse und La Bourdonnaye verzichtete auf seine Erwartung. Er scheiterte auch erneut bei seiner Kandidatur für die Präsidentschaft der Deputiertenkammer, obwohl er beim ersten Wahlgang eine relative Stimmenmehrheit von 178 Stimmen erhalten hatte.
In der Folge blieb La Bourdonnaye das Haupt der äußersten Rechten, schien aber die Vehemenz seines bisherigen systematischen Oppositionsverhaltens etwas gemäßigt zu haben. Er kam am 22. Januar 1828 in die Kommission, die in Bezug der geistlichen Sekundärschulen die Maßregeln zur Ausführung der Gesetze des Landes untersuchen sollte, und bekundete den Jesuiten günstige Gesinnung. In der geheimen Sitzung vom 14. Juli lehnte er rundweg eine Erwägung des Vorschlags Salvertes ab, den König um die Reorganisation der aufgelösten Pariser Nationalgarde zu bitten. Dann wurde er Mitglied der Budgetkommission und mit der Erstellung des Berichts über die voraussichtlichen Einnahmen des Jahres 1829 beauftragt. Als Salverte am 19. Februar 1829 die Initiative von Guillaume-Xavier Labbey de Pompières, das ehemalige Ministerium Villèle anzuklagen, wiederaufgegriffen hatte,  kritisierte La Bourdonnaye zum Erstaunen aller die Art der Abwicklung dieses Antrags, der im Übrigen folgenlos blieb. Im April 1829 bekämpfte er die von den Ministern präsentierten Gesetzesvorschläge für die Départements- und Gemeindeorganisation; in der Folge wurden diese Anträge von der Regierung wieder zurückgezogen.

#### Innenminister
Nach dem Rücktritt des Ministeriums Martignac wurde La Bourdonnaye, den Chateaubriand die „männliche Megäre“ nannte, im neuen, von Jules de Polignac geführten Kabinett am 8. August 1829 Innenminister. Sofort wurde er von zahlreichen liberalen Zeitungen bekämpft; bloß der Quotidienne und die Gazette de France sprachen sich für ihn aus. Das Journal des Débats, das ihn gelobt hatte, als er Villèle bekämpfte, erinnerte nun daran, dass er 1815 ganze Klassen von der Amnestie hatte ausschließen wollen. Laut dieser Zeitung sei er allein daran schuld gewesen, wenn das Kabinett Polignac keine Mehrheiten fand; seine gehässig-überzogenen Forderungen und sein Ungestüm seien unerträglich gewesen; kühn hätte er eine antiliberale Gegenrevolution geplant. Doch dürfte diese Einschätzung La Bourdonnaye nicht gerecht werden. Die Royalisten waren über ihn geteilter Meinung; die Gruppe um François-Marie Agier lehnte ihn ab, die Anhänger Villèles hielten ihn für unfähig. Nur diejenigen Ultraroyalisten, die schroffe Maßregeln befürworteten, hielten an ihm als ihrem Mann fest.
Die Angriffe auf La Bourdonnaye wurden noch vehementer, als er am 13. August 1829 Claude Mangin zum Pariser Polizeipräfekten ernannte. Innerhalb der Regierung herrschten unterdessen Meinungsverschiedenheiten. So riet La Bourdonnaye Polignac, die Jesuiten aus dem politischen Spiel zu lassen; er hätte es lieber, dass die Polizei und nicht die Jesuiten die Liberalen in ihre Schranken weise. Polignac wiederum empfand La Bourdonnaye als unverträglich, und dieser harmonierte auch mit anderen Ministern nicht. König Karl X. soll zur Übertragung von Regierungsverantwortung an La Bourdonnayes gesagt haben, es müssten diejenigen Leute, die sich ständig beklagten, getestet werden. Schließlich musste sich Polignac politisch gegen La Bourdonnaye durchzusetzen suchen.
Neidisch auf den vom König bevorzugten Regierungschef widersetzte sich La Bourdonnaye der Ernennung eines Präsidenten des Ministerrats, obwohl Polignac ihm diese Stelle anbot, und als Karl X. sie Polignac übergeben hatte, reichte er zur Freude seiner Kollegen seine Entlassung ein. Schon am 18. November 1829 wurde Guillaume-Isidore, comte de Montbel sein Nachfolger. Als Vorwand für seinen Rücktritt gab er mysteriös an, das Ministerium spiele eine Partie, wo es um den Kopf gehe, und er habe die Karten in der Hand behalten wollen. Er  hinterließ nur zwei Spuren seines Wirkens als Innenminister: eine Verfügung über die Metzger in Paris und ein Zirkular über die Marionetten; auch hatte er in der medizinischen Akademie und der École des chartes Verbesserungen vorgenommen.

### Späteres Leben und Tod
König Karl X gestand La Bourdonnaye eine Pension von 12.000 Francs zu, ernannte ihn zum Staatsminister und Mitglied des königlichen Geheimrats sowie am 27. Januar 1830 zum Pair von Frankreich. Ohne Einfluss in der Pairskammer, hatte La Bourdonnaye keinen Anteil an den Maßnahmen, die zum Sturz Karls X. führten. Nach der Julirevolution von 1830 verweigerte er dem neuen König Louis Philippe den Untertaneneid. Die Deputiertenkammer erklärte alle unter Karl X. erfolgten Pairsernennungen (insgesamt 14) für null und nichtig, sodass La Bourdonnaye seine Pairswürde wieder verlor. Seitdem lebte er ohne jede weitere politische Betätigung auf seinem Schloss Mésangeau bei Beaupréau, wo er am 28. August 1839 im Alter von 72 Jahren starb.
Er hatte die Schrift Proposition d’une loi d’amnistie faite par M. le comte de La Bourdonnaye  à la chambre des députes dans la séance du 11 novembre 1815, et prise en considération le même jour (Paris 1815) herausgegeben. Dieses Werk erlebte innerhalb eines Monats drei Auflagen und Anfang 1816 eine vierte. Auch hatte La Bourdonnaye zahlreiche in der Deputiertenkammer gehaltene Reden drucken lassen.